# Caspar Henrik Wolffsen
Caspar Henrik Wolffsen, född 16 december 1781, död 29 november 1836, var en dansk pirat och kaparkapten med bas på Christiansö. Han var verksam i danskarnas krig mot England, det så kallade Englandskriget som pågick mellan åren 1807 till 1814. Under detta krig så hade den engelska flottan en bas på svenska Hanö mellan åren 1810 och 1812. Piraterna på Christiansö kapade båtar runt Hanöbukten, Bornholmsgattet och längs Bornholms kust.